# Sąsiedzi (film 1969)
Sąsiedzi – polski dramat wojenny w reżyserii Aleksandra Ścibora-Rylskiego z 1969 roku, będący rekonstrukcją zdarzeń bydgoskiej „krwawej niedzieli” z września 1939. Premiera filmu miała miejsce 3 września 1969 w bydgoskim kinie „Pomorzanin”.

## Twórcy filmu
- Reżyseria: Aleksander Ścibor-Rylski
- Reżyser II: Aleksander Sajkow, Gerard Zalewski
- Scenariusz: Aleksander Ścibor-Rylski
- Zdjęcia: Kurt Weber
- Scenografia: Anatol Radzinowicz, Wiesław Śniadecki
- Muzyka: Wojciech Kilar

## Obsada
- Jerzy Matałowski − jako Piotr Horodecki
- Józef Nowak − jako kolejarz Marczewski
- Marian Opania − jako harcerz Truchaczek
- Tadeusz Kalinowski − jako przodownik Rubach
- Henryk Bąk − jako generał
- Jan Machulski − jako major, komendant miasta
- Bolesław Abart − jako Niemiec
- Adolf Chronicki − jako Jóźwiak, instruktor LOPP
- Evelyn Opoczyński − jako Anna Maria Boehme
- Jerzy Moes − jako Ciesielski
- Tomasz Zaliwski − jako Malina
- Leopold R. Nowak − jako Jarocki
- Krzysztof Litwin − jako kapral Dymek
- Jerzy Schejbal
- Czesław Stopka
- Janusz Michalewicz – jako Piekarczyk

## Opis fabuły
Akcja filmu rozpoczyna się 31 sierpnia 1939. Film opowiada o heroicznej obronie Polaków, której towarzyszy wątek tragicznej miłości Niemki Anny-Marii i Polaka Piotra. Z powodu związku uczuciowego bohaterowie doznają wielu prześladowań. Piotr ginie z rąk wkraczających do miasta żołnierzy Wehrmachtu, a następnie rozpoczynają sie egzekucje polskich mieszkańców Bydgoszczy.

## Nagrody
- Lubuskie Lato Filmowe 1970 – Tadeusz Kalinowski-Łagów – za pierwszoplanową rolę męską